# Exetastes kotenkoi
Exetastes kotenkoi är en stekelart som beskrevs av Kuslitzky 2007. Exetastes kotenkoi ingår i släktet Exetastes och familjen brokparasitsteklar. Inga underarter finns listade i Catalogue of Life.